# جيش التحرير المغربي
جيش التحرير المغربي هي مجموعة عسكرية لتحرير المغرب من الاحتلال الأجنبي. شارك أحد عشرَ شخصًا فِي إحداث جيش التحرير، وأمنُوا أبرزهم عباس المسعدي وعبد الكريم الخطيب وعبد الله الصنهاجي ومحمد البصري ومحمد بوكرين ومحمد بن سعيد أيت إيدر.
في عام 1956، بدأت وحدات من الجيش التطوعي المغربي تتسلل إلى سيدي إيفني وغيرها من الجيوب الأسبانية في المملكة المغربية، فضلا عن الصحراء الغربية (الصحراء الإسبانية آنذاك، والتأكيد بأنها جزء من المغرب. في البداية، لاقت قوات التحرير مساندة هامة من الحكومة المغربية. في الأقاليم الجنوبية المغربية، تجمع الجيش والقبائل الصحراوية على طول الطريق، وأدت إلى تمرد واسع النطاق. وفي أوائل 1958، العاهل المغربي أحدث تنظيم جيش التحرير القتالي في الصحراء ووصفه بـ «جيش التحرير الصحراوي المغربي».
في عام 1958 تعرضت الثورة في الصحراء الغربية إلى هجوم من القوات الفرنسية الإسبانية المُشتركة. ثم وقع ملك المغرب اتفاقا مع إسبانيا، حيث أعادت هذه الأخيرة إقليم طرفاية للمغرب. جزء من جيش التحرير تم استيعابهم في القوات المسلحة المغربية، والجزء الآخر ضل يُكافح من أجل استقلال الجنوب المغربي.

## التاريخ

### التأسيس
كان تأسيس جامعة الدول العربية في القاهرة عام 1945 ثم تأسيس مكتب المغرب العربي بمثابة بارقة أمل جددت في نفوس المغاربة حلمهم بالاستقلال، ولاسيما بعدما تمكن رجال مكتب المغرب العربي من تحرير المقاوم المغربي عبد الكريم الخطابي ولجوئه إلى مصر في عام 1947 بعد اختطاف السفينية التي كانت تقله من منفاه في جزيرة لارينيون إلى فرنسا حيث كان من المقرر له أن يقضي بقية حياته، فآمن المقاربة أن لا بديل عن تكاتف القوى الوطنية المغاربية وبرزت فكرة الكفاح المسلح المغاربي المشترك، لذا ساهم عدد من المناضلين المغاربة والجزائريين مثل عبد الكريم الخطابي ومحمد خيضر وأحمد بن بلة والعربي بن مهيدي ومحمد بوضياف وعلال الفاسي وعبد الكبير الفاسي وعبد الكريم الخطيب وعباس المسيعيدي والصالح بن يوسف والطاهر لسود، في تأسيس جيش التحرير المغربي في عام 1947.

### المعارك
تألف جيش التحرير المغربي في البداية من وحدات أمازيغية من منطقة الأطلس المتوسط وبعض قدامى المحاربين من منطقة الريف، والذين سبق لهم المشاركة في معارك سابقة، إلى جانب العديد من العناصر التي تنتمي لقبائل الجنوب، والتي ساعدت جيش التحرير المغربي خلال معركة أم العشار. كانت معركة أم العشار هي أولى المعارك التي خاضها جيش التحرير المغربي ضد المستعمر الفرنسي عندما هاجم أعضاؤه في يوم 6 أغسطس 1956  الحامية الفرنسية المتمركزة بالقرب من الحدود الجزائرية على قمة جبل أم العشار المطل على مواقع فم الحصن وتندوف حيث أقام الفرنسيون نقاط المراقبة وكانوا عادة ما يتوجهون إلى منطقة أم العشر للتزود بالماء، وتمكن مقاتلو جيش التحرير المغربي الذين تراوح عددهم ما بين 100 إلى 400 جندي من قتل الملازم الفرنسي جيلبرت لينتينياك، وتدمير نصف الحامية. في 15 فبراير 1957 هاجم مقاتلو جيش التحرير المغربي دورية فرنسية قوامها حوالي أربعين جنديًا فرنسيًا كانت متجهة نحو منطقة بئر العمار الواقعة على بعد حوالي مائة كيلومتر شمال شرق بئر أم قرين في شمال موريتانيا، وتمكنوا من قتل ما يقرب من 23 جنديا. وفي 6 أغسطس 1957، عاود جيش التحرير المغربي مهاجمة الحامية الفرنسية المتمركزة في موقع أم العشار مرة أخرى، غير أن الجيش الفرنسي تمكن هذه المرة من صد الهجوم بسهولة. أتت جهود جيش التحرير المغربي أولى ثمارها في 2 أكتوبر 1955 عندما نجح جيش تحرير المغرب ، أحد فروع جيش التحرير المغربي، والذي تكون تحت قيادة عبد الكريم الخطيب وعباس المسيعدي وبوزار، في إجبار فرنسا على الاعتراف باستقلال المغرب وإعادة السلطان محمد الخامس من منفاه.
كما خاض جيش التحرير المغربي خلال الفترة التي امتدت ما بين أكتوبر 1957 وأبريل 1958 عدة معارك لتحرير منطاطق إفني وطرفاية والصحراء الغربية من الاحتلال الأسباني، ولعل أشهرها معركة الدشيرة التي وقعت في 13 يناير 1958 عندما هاجم مقاتلو جيش التحرير المغربي الحامية الإسبانية في بمنطقة الدشيرة الواقعة شمال مدينة العيون، غير أن القوات الإسبانية تمكنت من صد الهجوم، وتراجع مقاتلو جيش التحرير المغربي في اتجاه الجنوب الشرقي. 

### الدمج
في 29 مارس 1956، وبعد أن دعا السلطان محمد الخامس للتهدئة وبعد فترة من إعلان استقلال المغرب، أعلنت القيادة العليا لجيش التحرير المغربي بالاتفاق مع حركة المقاومة عن وقف العمليات العسكرية بشكل مؤقت، وخاصة في منطقة الريف، مع الاحتفاظ بمواقعها إلى حين تحرير السيادة المغربية بالكامل دون شروط أو تحفظات. وفي 31 مارس 1956، التقى السلطان محمد الخامس ثلاثين من قادة جيش التحرير المغربي، الذين جاءوا من قطاعات الريف وشرق المغرب والأطلس والحدود الجزائرية المغربية ليؤكدوا ولائهم وطاعتهم للنظام الملكي في المغرب، وأعلن خلال ذلك اللقاء عن دمج جيش التحرير المغربي رسميًا في الجيش الملكي المغربي. وفي 14 مايو 1958 أصبحت القوات المسلحة المغربية تضم أفرادًا من جيش التحرير المغربيي وجيش التحرير الوطني الجنوبي.